# Plerotes anchietae
Il pipistrello della frutta d'Anchieta (Plerotes anchietae de Seabra, 1900) è un pipistrello appartenente alla famiglia degli Pteropodidi, unica specie del genere Plerotes K.Andersen, 1910, endemico dell'Africa centrale.

## Etimologia
L'epiteto generico deriva dalla parola greca πληρωτής il cui significato è colmare il vuoto, con allusione al fatto che questo genere ha un numero di denti masticatori intermedio tra il genere Rousettus ed il genere Epomophorus. Il termine specifico invece è dedicato al naturalista portoghese Josè Alberto de Oliveira Anchieta, il quale catturò l'olotipo in Angola.

## Descrizione

### Dimensioni
Pipistrello di medie dimensioni, con la lunghezza della testa e del corpo tra 70 e 96 mm, la lunghezza dell'avambraccio tra 47 e 53 mm, la lunghezza delle orecchie tra 15 e 18 mm, un'apertura alare fino a 34,3 cm e un peso fino a 20 g.

### Caratteristiche craniche e dentarie
Il cranio è corto, delicato e con un palato ampio, il rostro è di lunghezza media ed allargato. La dentatura è alquanto delicata. Gli incisivi sono minuti, i premolari sono lunghi e stretti, mentre i molari sono semplici e privi di cuspidi. Il palato presenta le prime quattro creste curvate e continue, le ultime quattro divise.
Sono caratterizzati dalla seguente formula dentaria:

### Aspetto
La pelliccia è lunga, soffice e setosa. Le parti dorsali sono bruno-grigiastre chiare, mentre quelle ventrali sono bruno crema. In entrambi i sessi sono presenti delle macchi bianche su ogni spalla e alla base posteriore di ogni orecchio. Il muso è largo, gli occhi sono grandi e circondati da anelli bruno-rossastri che si estendono attraverso una banda fino alle narici. Il labbro superiore e il mento sono ricoperti di lunghi peli biancastri. Le orecchie sono marroni e con l'estremità arrotondata. Le ali sono brunastre ed attaccate posteriormente alla base del secondo dito. È privo di coda e di calcar, mentre l'uropatagio è ridotto ad una sottile membrana lungo la parte interna degli arti inferiori. La lingua è provvista di setole filiformi sulla punta.

## Biologia

### Alimentazione
Considerata la struttura delicata del cranio e la presenza di papille filiformi sulla lingua, potrebbe trattarsi di una specie prevalentemente nettarivora. Un individuo è stato catturato su un albero di Parinari curassifolia.

## Distribuzione e habitat
Questa specie è diffusa nell'Angola centrale ed orientale, nella Repubblica Democratica del Congo meridionale, nello Zambia settentrionale e nel Malawi nord-occidentale.
Vive nelle savane alberate di Miombo dello Zambesi, e possibilmente anche in foreste secche sempreverdi nello Zambia, tra i 1.000 e i 2.000 metri di altitudine.

## Conservazione
La IUCN Red List, considerata la mancanza di informazioni sufficienti sulla distribuzione, le minacce e la popolazione, classifica P. anchietae come specie con dati insufficienti (DD).